# Muto Yoshinori
Mutō Yoshinori (sinh ngày 15 tháng 7 năm 1992) là một cầu thủ bóng đá người Nhật Bản thi đấu ở vị trí tiền đạo cho  câu lạc bộ Vissel Kobe và Đội tuyển bóng đá quốc gia Nhật Bản.
Anh bắt đầu sự nghiệp bóng đá tại FC Tokyo vào năm 2013 và thi đấu ở đây ba mùa bóng trước khi đến Đức chơi cho Mainz 05. Tháng 8 năm 2018, anh trở thành cầu thủ của Newcastle United với phí chuyển nhượng 9,5 triệu £. Anh được Newcastle United cho Eibar mượn trong mùa bóng 2020-21 trước khi trở về Nhật Bản khoác áo Vissel Kobe.

## Sự nghiệp câu lạc bộ

### FC Tokyo
Mutō trưởng thành từ lò đào tạo trẻ của FC Tokyo. Năm 2010, Mutō học đại học ở Keio và tham gia đội tuyển trường. Tới năm 2013, anh được đôn lên đội một của FC Tokyo và song song vừa thi đấu vừa tiếp tục theo học đại học.
Tại J1 League 2014, Mutō đã ghi được 13 bàn và có mặt trong đội hình tiêu biểu của giải đấu. Anh tốt nghiệp Đại học Keio tháng 3 năm 2015 và một tháng sau đó được đội bóng Anh Chelsea hỏi mua.

### Mainz 05
Ngày 30 tháng 5 năm 2015, Mutō chuyển đến đội bóng Đức Mainz 05 theo bản hợp đồng có thời hạn 4 năm. Đến ngày 9 tháng 8 năm 2015, anh ra mắt đội bóng mới trong trận thắng 3-0 trước Energie Cottbus tại Cúp bóng đá Đức.

#### 2015-16
Ngày 29 tháng 8 năm 2015, anh có hai bàn thắng đầu tiên trên đất Đức trong trận thắng 3-0 trước Hannover 96 tại Bundelsiga. Ngày 31 tháng 10, anh có hat-trick đầu tiên trong sự nghiệp và trở thành cầu thủ Nhật Bản thứ hai trong lịch sử Bundesliga lập được hat-trick, sau Takahara Naohiro trong trận hòa 3–3 với FC Augsburg.

#### 2016-17
Ngày 27 tháng 8 năm 2016, Mutō trở thành cầu thủ đầu tiên của Mainz ghi bàn tại Bundesliga 2016-17 trong trận thua Borussia Dortmund tại vòng 1. Ngày 18 tháng 9, anh ghi bàn thắng thứ ba trong chiến thắng đầu tiên trong mùa giải của Mainz trước FC Augsburg. Ngày 29 tháng 9, Mutō có bàn thắng đầu tiên tại UEFA Europa League giúp Mainz đánh bại đội bóng Azerbaijan Gabala 3-2.
Ngày 13 tháng 5 năm 2017, Mutō đánh đầu nâng tỉ số lên 3-2 trong chiến thắng 4-2 của Mainz trước Eintracht Frankfurt, giúp Mainz đảm bảo suất trụ hạng.

#### 2017-18
Trong trận đấu mở màn mùa giải 2017-18 của Mainz 05 với Lüneburger SK Hansa tại vòng 1 DFB-Pokal, Mutō lập cú đúp giúp Mainz giành thắng lợi 3-1. Ngày 9 tháng 9, anh có bàn thắng đầu tiên tại Bundesliga 2017-18 để đem về chiến thắng 3-1 của Mainz trước Bayer Leverkusen. Ngày 20 tháng 1 năm 2018, Mutō có hai bàn thắng trong trận đấu với VfB Stuttgart giúp Mainz giành thắng lợi 3-2.
Ngày 5 tháng 5, Mutō lập công trong chiến thắng 2-1 trước Borussia Dortmund, đảm bảo Mainz trụ hạng Bundesliga trước một vòng đấu. Anh có 20 bàn thắng trong 66 trận cho Mainz trong ba mùa bóng thi đấu tại đây.

### Newcastle United
Ngày 27 tháng 7 năm 2018, Newcastle United thông báo đã đạt được thỏa thuận chiêu mộ Mutō từ Mainz và đang chờ đợi giấy phép lao động để chính thức ký hợp đồng với anh. Ngày 2 tháng 8, anh chính thức có giấy phép lao động và ký hợp đồng có thời hạn 4 năm với Newcastle, với phí chuyển nhượng 9,5 triệu £.
Mutō có trận đấu đầu tiên cho Newcastle và tại Premier League vào ngày 11 tháng 8 năm 2018 trong trận đấu với Tottenham Hotspur, khi anh được huấn luyện viên Rafael Benítez đưa vào sân từ ghế dự bị ở phút thứ 81. Mutō ghi bàn thắng đầu tiên tại Premier League vào ngày 6 tháng 10 năm 2018 giúp Newcastle dẫn trước Manchester United 2-0 nhưng sau đó đội bóng của anh thua ngược 3-2. Anh kết thúc mùa giải đầu tiên trên đất Anh với 17 lần ra sân tại Premier League 2018-19.
Phải đến ngày 28 tháng 8 năm 2019, Mutō mới có pha lập công thứ hai cho Newcastle trong trận đấu vòng 2 Cúp EFL 2019-20 với Leicester City. Ở mùa giải thứ hai tại Newcastle dưới sự huấn luyện của Steve Bruce, Mutō chỉ có 8 lần ra sân và không ghi được bàn thắng nào tại Premier League 2019-20. Anh gặp nhiều khó khăn trong thời gian thi đấu tại Newcastle bao gồm vấn đề về chấn thương và chỉ có 28 lần ra sân cùng 2 bàn thắng trong 2 mùa giải.
Ngày 3 tháng 8 năm 2021, Mutō và Newcastle đạt được thỏa thuận về việc chấm dứt hợp đồng.

### Eibar
Ngày 16 tháng 9 năm 2020, Mutō được đem cho mượn tại câu lạc bộ của Tây Ban Nha Eibar đến hết mùa bóng 2020–21.

### Vissel Kobe
Ngày 7 tháng 8 năm 2021, Vissel Kobe đạt được thỏa thuận chiêu mộ Mutō.

## Sự nghiệp đội tuyển quốc gia
Mutō có trận đấu đầu tiên cho Đội tuyển bóng đá quốc gia Nhật Bản vào ngày 5 tháng 9 năm 2014 trong trận giao hữu thua Uruguay 2-0. Bốn ngày sau đó, anh có bàn thắng đầu tiên cho đội tuyển quốc gia với pha lập công mở tỉ số khi vào sân từ ghế dự bị trong trận hòa 2-2 với Venezuela.
Mutō có cơ hội tham gia giải đấu lớn đầu tiên cùng đội tuyển Nhật Bản là Cúp bóng đá châu Á 2015. Trong trận đấu cuối cùng tại vòng bảng với Jordan, Mutō là người chuyền bóng cho Kagawa Shinji ấn định chiến thắng 2-0 của Nhật Bản. Nhật Bản sau đó bị loại ở tứ kết sau khi để thua Các Tiểu vương quốc Ả Rập Thống nhất sau loạt sút luân lưu.
Ngày 31 tháng 5 năm 2018, Mutō được chọn tham dự giải đấu World Cup lần đầu tiên trong sự nghiệp tại Nga sau khi huấn luyện viên Nishino Akira chốt danh sách 23 cầu thủ chính thức của đội tuyển Nhật Bản. Tại giải đấu này, anh chỉ có một lần ra sân duy nhất trong trận đấu cuối cùng của bảng H với Ba Lan. Đội tuyển Nhật Bản sau đó lọt vào vòng 16 đội nhưng để thua chung cuộc 2-3 trước Bỉ.
Mutō là thành viên đội tuyển Nhật Bản giành vị trí á quân Cúp bóng đá châu Á 2019, giải đấu mà anh ghi được một bàn thắng trong trận đấu vòng bảng với Uzbekistan.

## Thống kê sự nghiệp

### Đội tuyển quốc gia
| Đội tuyển bóng đá Nhật Bản | Đội tuyển bóng đá Nhật Bản | Đội tuyển bóng đá Nhật Bản |
| Năm                        | Trận                       | Bàn                        |
| -------------------------- | -------------------------- | -------------------------- |
| 2014                       | 6                          | 1                          |
| 2015                       | 12                         | 1                          |
| 2016                       | 1                          | 0                          |
| 2017                       | 2                          | 0                          |
| 2018                       | 4                          | 0                          |
| 2019                       | 4                          | 1                          |
| Tổng cộng                  | 29                         | 3                          |